# William Marshal, 1. jarl af Pembroke
William Marshal, 1. jarl af Pembroke (1146 eller 1147 – 14. maj 1219), også kaldet William the Marshal (Normannisk fransk: Williame li Mareschal, fransk: Guillaume le Maréchal), var en anglo-normannisk soldat og statsmand. Han tjente fem engelske konger: Henrik 2., hans sønner Henrik den Unge Konge, Richard 1., Johan og Johans søn Henrik 3.
Slået til ridder i 1166, tilbragte han sine yngre år som en omrejsende ridder og en succesrig deltager i ridderturneringer. Stephen Langton, ærkebiskoppen af Canterbury, forherligede ham som den "største ridder, der nogensinde har levet."  I 1189 blev han de facto jarl af Pembroke gennem sit ægteskab med Isabel de Clare, skønt titlen jarl ikke officielt officielt blev tildelt før i 1199 under den anden oprettelse af titlen som jarl af Pembroke I 1216 blev han udnævnt til protektor for den ni år gamle konge Henrik 3. og regent for kongeriget.
Før ham havde hans fars familie haft den arvelig titel af Marshal (marskal) til kongen, som under hans fars tid var blevet anerkendt som en leder eller mester Marshal, som betød at han stod over andre marshal og embedsmænd. William blev kendt som "the Marshal", selvom mange af opgaverne på hans tid var blevet uddelegeret til mere specialiserede repræsentanter (som det skete med andre funktioner i kongens hus). Fordi han var en jarl, og også kendt som the Marshal, blev udtrykket "Earl Marshal" ofte brugt, og dette blev senere en etableret arvelig titel i det engelske adelssystem.

## Tidlige liv
Williams far John Marshal havde støttet Kong Stefan, da han tog tronen i 1135, men omkring 1139 skiftede han side og støttede nu Matilde i borgerkrigen mellem hende og Stefan, hvilket førte til Englands sammenbrud i "Anarkiet". 
Da kong Stefan belejrede Newbury Castle i 1152, brugte han ifølge Williams biograf den unge William som et gidsel for at sikre, at John holdt sit løfte om at overgive slottet. John udnyttede imidlertid den tid han havde til at forstærke slottet og til at advare Matildes styrker. Da Stefan beordrede John til omgående at overgive sig, ellers ville William blive hængt, svarede John, at han bare skulle gøre det og sagde: "Jeg har stadig hammeren og ambolten, som jeg skal bruge til at smede endnu flere og bedre sønner med!" Efterfølgende foregav de, at de ville sende William af sted fra en pierrière (en slags blide) mod slottet. Stefan kunne ikke få sig selv til skade den unge William. William forblev som gidsel i mange måneder og blev først frigivet efter den fred, der blev indgået den 6. november 1153, hvor borgerkrigen blev afsluttet.

## Omvandrende ridder
Som en yngre søn af en mindre adelsmand havde William intet land eller ingen formue at arve og måtte finde sin egen vej i livet. Omkring tolv år gammel, da hans fars karriere var blevet usikker, blev han sendt til Château de Tancarville i Normandiet for at blive opdraget i husstanden hos William de Tancarville, en rig stormand og fætter til den unge Williams mor. Her begyndte han sin træning som ridder. Dette ville have indbefattet bibelske historier og bønner skrevet på latin og et vis kendskab til fransk romantisk litteratur for at skænke den fremtidige ridder forståelsen om livet som ridder. I Tancarvilles husstand har han sandsynligvis også lært vigtige og varige praktiske lektioner om det høviske livs politik. Ifølge hans biografi fra det 13. århundrede, L'Histoire de Guillaume le Marechal, havde Marshal fjender ved Tancarvilles hof, der konspirerede mod ham, sandsynligvis mænd, der følte sig truet af hans nære forhold til stormanden.
Han blev slået til ridder i 1166 under et felttog i Øvre Normandiet, som på det tidspunkt var blevet invaderet fra Flandern. Hans første oplevelse i kamp modtog blandede bedømmelser. Ifølge L'Histoire, var alle, der havde været vidne til den unge ridder i kamp, enige om, at han havde skilt sig godt fra det. Som middelalderhistorikeren David Crouch bemærker, "blev krig i det tolvte århundrede imidlertid ikke kæmpet kun for æren. Der var fortjeneste at få. . . " I denne henseende var Marshal ikke så succesrig, da han ikke var i stand til at konvertere sine kampsejre til fortjeneste fra hverken løsepenge eller beslaglagt bytte. L'Histoire fortæller, at jarlen af Essex, der havde forventet den sædvanlige hyldest fra sin tapre ridder efter slaget, bemærkede med spøg: "Åh? Men Marshal, hvad siger du? Du havde fyrre eller tres af dem - alligevel nægter du mig så lille en ting!"
I 1167 tog William de Tancarville ham med til hans første Ridderturnering, hvor han fandt sin rette metier. Efter at have forladt Tancarville-familien tjente han derefter hos sin morbror Patrick, 1. jarl af Salisbury. I 1168 blev hans morbror dræbt i et baghold af Guy af Lusignan. William blev såret og taget til fange i den samme træfning, men dronning Eleonora, som de eskorterede, og som var målet for bagholdet, var i stand til at flygte. Det vides, at William blev såret på låret, og at nogen i hans fangers følge fik medlidenhed med den unge ridder. Han fik et brød, hvori der var skjult adskillige stykker rene linnedbandager, som han kunne binde om sine sår. Denne tjeneste af godhed fra en ukendt person reddede måske Marshals liv, da infektionen, der havde sat sig inde i såret, kunne have dræbt ham. Efter et stykke tid blev han købt fri af Eleonora af Aquitanien, som tilsyneladende var blevet imponeret over historierne om hans mod. Han kom til forblive en del af dronning Eleonoras husstand i de næste to år og til muligvis også at deltage i et par turneringer i løbet af denne periode.

## Tjeneste under Henrik den Unge Konge
I 1170 blev Marshal udnævnt til den unge Kong Henriks lærermester i sværdkamp af den unge konges far Henrik 2. Under den unge konges ledede oprør 1173-1174 vides der kun lidt om Marshals specifikke aktiviteter udover hans loyalitet til den unge konge. Efter det mislykkede oprør rejste den unge Kong Henrik og hans følge, herunder Marshal, sammen med Henrik 2. i atten måneder, før de bad om og modtog tilladelse til at rejse til Europa for at deltage i ridderturneringer. Marshal fulgte den unge konge, og fra 1176-1182 vandt både Marshal og den unge konge prestige ved at sejre i ridderturneringer. Turneringer var farlige, ofte dødbringende, iscenesatte kampe, hvor penge og værdifulde præmier skulle vindes ved at fange modstandere og forlange løsepenge for at frigive dem , deres heste og rustning. Marshal blev en legendarisk turneringsmester. På sit dødsleje erindrede han, at have overvundet 500 riddere i løbet af sin turneringskarriere.
I slutningen af 1182 blev Marshal beskyldt for at have haft en affære med den unge konges hustru Margrete af Frankrig. Historikeren Thomas Asbridge har fastslået, at selvom affæren meget stærkt ser ud til at være skabt af Marshals politiske fjender inden for den unge konges tjeneste, kan den hverken bevises eller modbevis på nogen måde. David Crouch har antydet, at anklagen mod William faktisk var majestætsfornærmelse, som Marshal selv var skyld på grund af hans egen arrogance og grådighed, hvor anklagen om utroskab, der kun blev findes i L'Histoire de Guillaume le Marechal som en afledning fra de reelle anklager, som han var sandsynligvis skyldig i. Uanset sandheden om beskyldningerne var Marshal i begyndelsen af 1183 fjernet fra unge konges tjeneste.
Henrik den Unge Konge erklærede i januar 1183 krig mod sin bror Richard Løvehjerte, hvor Henrik 2. tog Richards parti. I maj var Marshal blevet frikendt for alle anklager mod den unge konge og vendte tilbage til hans tjeneste. Den unge konge blev dog syg i slutningen af maj og døde den 11. juni 1183. På sin dødsleje bad den unge konge Marshal om at opfylde det løfte, den unge konge havde afgivet i 1182 om at tage korset op og foretage et korstog til Det hellige land, og efter at have modtaget Henrik 2.'s velsignelse drog Marshal afsted til Jerusalem i slutningen af 1183. Intet vides om hans aktiviteter i de to år, han var væk, bortset fra at han opfyldte den unge konges løfte og i hemmelighed forpligtede sig til at slutte sig til Tempelridderne på sit dødsleje.

## I kongens gunst
Efter hans tilbagevenden fra Det hellige land i slutningen af 1185 eller begyndelsen af 1186, sluttede William sig nu til hoffet hos Kong Henrik 2., og fungerede nu som en loyal kaptajn gennem de mange vanskeligheder i Henrik 2.'s sidste år. Tilbagekomsten til kongens gunst var næsten øjeblikkelig. Kongen gav William det store kongelige gods Cartmel i Cumbria, og varetægten af Heloise, arvingen til det nordlige baroni Lancaster. Det kan være, at kongen forventede, at Marshal ville benytte lejligheden til at gifte sig med hende og blive en nordlig baron, men han ser ud til at have haft større ambitioner for sit ægteskab.
I 1188, da han stod over for et forsøg fra Filip 2. af Frankrig på at overtage den omstridte region Berry, kaldte Henrik 2. Marshal til sin side. Brevet, hvorved han gjorde dette, har overlevet, og indeholder nogle sarkastiske kommentarer om Williams klager om, at han hidtil ikke var blevet ordentligt belønnet for sin tjeneste over for kongen. Henrik lovede ham derfor ægteskab til Dionisia, frue af Châteauroux i Berry, herunder hendes land. I det efterfølgende felttog blev kongen uvenner med sin arving Richard, greve af Poitou, som efterfølgende allierede sig med Filip 2. mod sin far.
I 1189, mens han dækkede Henrik 2.'s flugt fra Le Mans til Chinon, kastede William den ulydige Richard af hesten i kamp. William kunne have dræbt prinsen, men dræbte hans hest i stedet for at vise sin pointe. Det siges, at han var den eneste mand nogensinde, der havde kastet Richard af hesten. Ikke desto mindre efter Henriks død blev Marshal budt velkommen til hoffet af sin tidligere modstander, nu Kong Richard 1., der var klog nok til at inkludere en mand, hvis legendariske loyalitet og militære præstationer var for nyttige til at ignorere, især for en konge, der havde til hensigt at drage på korstog.
I løbet af den gamle konges sidste dage havde han lovet Marshal Isabel de Clares (ca.1172–1220) hånd og godser, men havde ikke nået at afslutte aftalen. Kong Richard bekræftede dog tilbuddet, og så i august 1189, i en alder af 43 år, giftede Marshal sig med den 17-årige datter af Richard de Clare "Strongbow". Hendes far havde været jarl af Pembroke, og Marshal erhvervede store godser og krav i England, Wales, Normandiet og Irland. Nogle besiddelser var dog ikke med i aftalen. Marshal fik ikke Pembroke og titlen som jarl, som hans svigerfar havde haft, før end i 1199, da det var blevet overtaget af kongen i 1154. Ægteskabet forvandlede dog den jordløse ridder fra en mindre familie til en af de rigeste mænd i kongeriget, et tegn på hans magt og prestige ved hoffet. De fik fem sønner og fem døtre og adskillige efterkommere. William foretog adskillige forbedringer af sin hustrus lande, herunder omfattende tilføjelser til Pembroke Castle og Chepstow Castle.
William blev en del af det regentråd, som kong Richard udnævnte inden sin afrejse på Det tredje korstog i 1190. Han tog kongens bror Johans parti, da sidstnævnte udviste justiciariussen William Longchamp fra kongeriget, men han opdagede snart, at Johans interesser var forskellige fra Richards. I 1193 sluttede han sig sammen med loyalisterne i krigen mod Johan. I foråret 1194 under kampene i England og inden Kong Richard var vendt tilbage, blev William Marshals ældre bror John Marshal (som tjente som seneschal) dræbt, mens han forsvarede Marlborough for kongens bror Johan. Richard tillod Marshal at efterfølge sin bror i det arvelige Earl Marshal og arve sin families sæde af Hamstead Marshall i Berkshire. Marshal tjente kongen i hans krige i Normandiet mod Filip 2. På Richards dødslege udpegede kongen Marshal til forvalter Rouens vogter og vogter af kongens skatkammer under interregnummet.

## Kong Johan og Magna Carta
William støttede kong Johan, da han blev konge i 1199, og argumenterede imod dem, der holdt fast i kravet fra Arthur af Bretagne, teenagesønnen af Johans ældre bror Godfred. William var stærkt engageret i forsvaret af Normandiet mod det voksende pres fra den franske hær mellem 1200 og 1203. Han sejlede sammen med Kong Johan, da han opgav hertugdømmet i december 1203. Han og kongen blev uvenner i kølvandet på tabet af hertugdømmet, da han blev sendt med jarlen af Leicester som ambassadører for at forhandle om våbenhvile med Kong Filip 2. af Frankrig i 1204. Marshal benyttede lejligheden til at forhandle om den fortsatte besiddelse af sine normanniske lande.
Før William havde indledt forhandlinger med Kong Filip, var han generøst blevet tilladt at hylde kongen af Frankrig af Kong Johan, så han kunne beholde sine besiddelser i Normandiet; land, der må have haft en sentimental værdi på grund af den tid, han havde tilbragt der i hans unge år. Da først de officielle forhandlinger begyndte, krævede Filip, at en sådan hyldest udelukkende skulle gøres til ham, noget som Johan ikke havde accepteret. Da William hyldede Kong Filip, fornærmede det Johan, og der skete et større skænderi ved hoffet, hvilket resulterede i et køligt forhold mellem de to mænd. Dette brød ud i direkte fjendtlighed i 1207, da Johan begyndte at slå til mod flere mægtige irske stormand, inklusive William. Selvom han var taget til Leinster i 1207, blev William kaldt tilbage og ydmyget ved hoffet i efteråret 1208, mens Johans justitiarius i Irland Meilyr fitz Henrik invaderede hans lande og brændte byen New Ross.
Meilyrs nederlag til grevinde Isabel førte til hendes mands tilbagevenden til Leinster. Han var igen i konflikt med Kong Johan i forbindelse med hans krig mod Braose og Lacy-familierne i 1210, men formåede at overleve. Han blev i Irland indtil 1213, i hvilket tidsrum han fik Carlow Castle opført  og omstrukturerede Leinster. Taget tilbage i kongens gunst i 1212 blev han beordret i 1213 til at vende tilbage til det engelske hof. På trods af deres uenigheder forblev William loyal gennem hele stridighederne mellem Johan og hans baroner, som kulminerede den 15. juni 1215 ved Runnymede med forseglingen af Magna Carta. William var en af de få engelske jarler, der forblev loyale overfor kongen gennem Den første baronerkrig. Det var William, som Kong Johan betroede på sit dødsleje til at sikre, at Johans ni år gamle søn Henrik ville arve tronen. Det var William, der tog ansvaret for kongens bisættelse og begravelse i Worcester Cathedral.
Den 11. november 1216 i Gloucester, efter kong Johans død, blev William Marshal udnævnt af kongens råd (de mægtigste baroner, der var forblevet loyale over for Kong Johan under Den første baronerkrig) til at tjene som protektor for den ni år gamle Kong Henrik 3. og kongerigets regent. På trods af sin fremskredne alder (omkring 70 år) førte han krigen mod prins Ludvig og de oprørske baroner med bemærkelsesværdig energi. I Slaget ved Lincoln angreb han og kæmpede i spidsen for den unge konges hær og førte dem til sejr. Han gjorde sig klart til at belejre Ludvig i London, da krigen blev afsluttet af Hubert de Burghs sejr i søslaget i Doverstrædet.
William blev kritiseret for generøsiteten af de betingelser, som han havde tilbudt Ludvig og de oprørske baroner i september 1217, men hans ønske om en hensigtsmæssig løsning blev dikteret af et sundt statsmandskab. Selvbeherskelse og kompromis var hovedpunkterne i Marshals politik i et håb om at sikre fred og stabilitet for hans unge overherre. Både før og efter freden i 1217 genudstedte han Magna Carta, hvor han er underskriver som en af de baronerne, der vidner.

## Død og arv
Marshals helbred svigtede ham endelig tidligt i 1219. I marts 1219 indså han, at han var ved at dø, så han tilkaldte sin ældste søn, også kaldet William, og hans husholds riddere og forlod Tower of London til fordel for sin ejendom i Caversham i Berkshire, nær Reading, hvor han indkaldte til et møde mellem baronerne, Henrik 3., den pavelig legat Pandulf Verraccio, den kongelige justitiarius (Hubert de Burgh) og Peter des Roches (biskop af Winchester og den unge konges værge). William afviste biskoppens krav på regentskabet og overlod det til den pavelige legat. Han har tilsyneladende ikke haft tillid til biskoppen eller nogen af de andre stormænd, som han havde indfundet sig til dette møde. Efter at have opfyldt det løfte, han havde afgivet, mens han var på korstog, blev han indsat i Tempelridderordenen på sit dødsleje. Han døde den 14. maj 1219 i Caversham og blev begravet i Temple Church i London, hvor hans grav stadig kan ses.

## Efterkommere af William Marshal og Isabel de Clare
1. William Marshal, 2. jarl af Pembroke (1190 – 6. april 1231), gift (1) med Alice af Béthune, datter af Balduin af Bethune, (2) 23. april 1224 med Eleonora, datter af kong John af England. De fik ingen børn.
2. Richard Marshal, 3. jarl fra Pembroke (1191 – 16. april 1234), gift med Gervase le Dinant. Han døde i fangenskab. De fik ingen børn.
3. Maud Marshal (1194) – 27. marts 1248), gift (1) med Hugh Bigod, 3. jarl af Norfolk, de fik fire børn, (2) med William de Warenne, 5. jarl af Surrey, de fik to børn.
4. Gilbert Marshal, 4. jarl af Pembroke (1197 – 27. juni 1241), gift (1) med Marjorie af Skotland, yngste datter af kong Vilhelm 1. af Skotland. Med en ukendt elskerinde havde han en uægte datter:
  1. Isabel Marshal, forlovet med Rhys ap Maelgwn Fychan (søn af Maelgwn ap Rhys)
5. Walter Marshal, 5. jarl fra Pembroke (ca. 1199) – november 1245), gift med Margaret de Quincy, grevinde af Lincoln, barnebarn af Hugh de Kevelioc, 3. jarl af Chester. Ingen børn.
6. Isabel Marshal (9. oktober 1200 – 17. januar 1240), gift (1) med Gilbert de Clare, 4. jarl af Hertford, hvis datter Isabel de Clare blev gift med Robert de Bruce 5. af Annandale, farfar til Robert the Bruce, (2) med Richard af Cornwall
7. Sibyl Marshal (ca. 1201 – 27. april 1245), gift med William de Ferrers, 5. jarl af Derby, de fik syv døtre.
  1. Agnes Ferrers (død 11. maj 1290), gift med William de Vesci .
  2. Isabel Ferrers (døde før 26. november 1260)
  3. Maud Ferrers (død 12. marts 1298), gift (1) med Simon de Kyme og (2) med William de Vivonia (de Forz) og (3) med Amaury 9. af Rochechouart.
  4. Sibyl Ferrers, gift med Sir Francis eller Franco de Bohun.
  5. Joan Ferrers (død 1267)
  6. Agatha Ferrers (død maj 1306), gift med Hugh Mortimer, af Chelmarsh .
  7. Eleanor Ferrers (død 16. oktober 1274)
8. Eva Marshal (1203–1246), gift med William de Braose, Lord of Abergavenny
  1. Isabella de Braose (født 1222), gift med prins Dafydd ap Llywelyn. Hun døde barnløs.
  2. Maud de Braose (1224–1301), i 1247, giftede hun sig med Roger Mortimer, 1. baron Mortimer, og de havde efterkommere.
  3. Eva de Braose (1227 – 28. juli 1255), giftede sig med Sir William de Cantelou og havde efterkommere.
  4. Eleanor de Braose (ca. 1228 – 1251). På en ukendt dato efter august 1241 giftede hun sig med Sir Humphrey de Bohun og havde efterkommere.
9. Anselm Marshal, 6. jarl af Pembroke (ca. 1208 – 22. december 1245), gift med Maud de Bohun, datter af Humphrey de Bohun, 2. jarl af Hereford. De fik ingen børn.
10. Joan Marshal (1210–1234), gift med Warin de Munchensi (død 1255), Lord of Swanscombe
  1. Joan de Munchensi (1230  – 20. september 1307) gift med William de Valence, den fjerde søn af Kong Johans enke Isabella af Angoulême og hendes anden mand, Hugo 10. af Lusignan, greve af La Marche. Valence var halvbror til Henrik 3. og Edvard 1.'s onkel.

### Marshal-familiens skæbne
Under borgerkrigerne i Irland havde William overtaget to herregårde, som biskoppen af Ferns gjorde krav på, men ikke kunne få tilbage. Nogle år efter Williams død siges det, at denne biskop lagde en forbandelse over familien, hvorved ingen af Williams sønner ville få nogen børn, og de store Marshal-besiddelser ville blive spredt. Hver af Williams sønner blev jarl af Pembroke og marskal af England og døde hver uden legitim efterkommer. Williams store besiddelser blev derefter delt mellem hans fem døtres ægtemænd. Titlen "Marshal" gik til den ældste datters ægtemand Hugh Bigod, 3. jarl af Norfolk, og gik senere videre til Mowbray-hertugene af Norfolk og derefter til Howard-hertugene af Norfolk, hvor de blev "Earl Marshal" undervejs. Titlen som "jarl af Pembroke" gik til William de Valence, ægtemand til Joan Marshals datter, Joan de Munchensi. Han blev den første jarl af Pembroke af de Valence-slægten.
Gennem sin datter Isabel er William forfader til både Bruce og Stuart kongerne af Skotland. Gennem sit barnebarn Maud de Braose er William forfader til de sidste Plantagenet-konger, Edvard 4. til Richard 3., og alle engelske monarker fra Henrik 8. og derefter.

## Kulturelle fremstillinger af William Marshal
- William Marshal optræder i to romantiske romaner af Marsha Canham: In the Shadow of Midnight og The Last Arrow
- William optræder (kun betegnet som jarl af Pembroke) i William Shakespeares historiske skuespil Kong Johan.
- William Marshal er en central figur i den traditionelle engelske folkevise "Queen Elanor's Confession" (Childs Ballads 156), hvor han (opdigtet) bliver afsløret i at have forført Eleonora of Aquitanien, mens han førte hende til England.
- Fire generationer af Marshal-familien, fra Isabel de Clares forældre til William fitzWilliams opdigtede bastardsøn, er hovedpersonerne i en serie af fire historiske romantiske romaner af Mary Pershall. Dawn of the White Rose (1985) er den der handler om William Marshal og Isabel de Clare.
- William Marshal optræder i fire bøger skrevet af Jean Plaidy om Plantagenet kongerne: The Revolt of the Eaglets (hvor han kæmper for Henrik 2.), The Heart of the Lion (hans forhold til Richard Løvehjerte), The Black Prince (hans forhold til Johan uden Land) og The War of the Queens (i sin rolle som regent for Henrik 3.). Hans datter Isabella optræder også in den næste bog i sagaen, The Queen from Provence, som Richard af Cornwalls første hustru.
- King's Man (1948) af C. M. Edmondston og M. L. F. Hyde, er en ungdomsroman, der undersøger arbejdsforholdet mellem William Marshal og hans tre kongelige mestre: Henrik 2., Richard 1., and Johan.
- William Marshal optræder også i en birolle i Thomas B. Costain's roman Below the Salt og Sharon Kay Penman's romaner Time and Chance, Devil's Brood og When Christ and His Saints Slept, der fortæller historien om den unge Williams tid som Kong Stefans gidsel og John Marshals trods.

- William Marshal optræder i James Blishs historiske roman Doctor Mirabilis.
- William Marshal er hovedperson i romanen A Pride of Kings af Juliet Dymoke, udgivet af the New English Library i 1978.
- William Marshal er en betydelig sekundær figur i romanen The Witch Hunter af Bernard Knight, i forfatterens John Crowner serie af middelalder mysterier, udgivet i 2004.
- En ny roman om William Marshal The Greatest Knight af Elizabeth Chadwick, baseret på primærkilder og hoved sekundærkilderne biografier af professorerne Painter, Duby and Crouch blev udgivet af Time Warner Books den 3. November 2005. En efterfølger The Scarlet Lion fulgte efter i 2006. Som en af tidens mest prominente historiske figurer, optræder Marshal som en mindre karakter i mange af hendes romaner, der foregår på samme tid.
- På film har Marshal en mindre rolle i 1968 filmen Løve ved vintertide, spillet af Nigel Stock. Clive Wood spiller Marshal i 2003 genindspildningen.
- Forfatteren til Løve i vintetide James Goldman brugte også William Marshal i en birolle i sin roman om Kong Johan Myself As Witness (1979).
- En anden roman om William og hans hustru er den tyske Der Ritter der Könige af Christian Balling fra 1988.
- William Marshal er en hovedperson i romanerne The Devil is Loose og densfortsættelse, Wolf at the Door af Graham Shelby. Bøgerne er om Richard Løvehjerte og Johan, og er historisk fiktion om begivenhederne efter Henrik 2.'s død og Det Angevinske Riges fald.
- William Marshal optræder også i de historiske romantiske romaner The Falcon and the Flower og The Dragon and the Jewel af forfatteren Virginia Henley.
- Han er en hovedperson i Mike Walkers BBC Radio 4 serie af skuespil Plantagenet og bliver spillet af Stephen Hogan.
- William Marshal er også en væsentlig figur i Sir Ridley Scotts Robin Hood, hvor han forsøger at overbevise Kong Johan om at acceptere Magna Carta. Han bliver spillet af William Hurt.
- I en anden Robin Hood film, Bandit of Sherwood Forest (1946), bliver han som regenten William af Pembroke spillet af Henry Daniell, en fuldstændig fiktiv skildring som en intrigant skurk, der kidnapper Henrik 3. og ophæver Magna Carta.
- William Marshal er også en vigtig figur i Christopher Morleys nye skuespil The King's Disposition.
- Peter Roberts radiospil Holy Fool handler om William Marshal (spillet af William Chubb) fortalt af hans væbner (spillet af Michael Williams).
- En figur kaldet "Marshal" (spillet af James Purefoy), der er løst baseret på den historiske William Marshal, er hovedpersonen i 2011 filmen Ironclad.
- En alternativ historien om William Marshal findes i Martin Archers flerbogs saga The Archers. Den unge William bliver fremstillet som en ung bueskytte, der bliver til William the Marshal og sætter sit barnebarn på tronen.
- William Marshal er også hovedinspirationen til Heath Ledgers karakter William Thatcher i filmen A Knight's Tale.
- William Marshal er også en vigtig sekundær figur i videospillet Vampyr fra 2018.